# Allium kaschianum
Allium kaschianum — вид рослин з родини амарилісових (Amaryllidaceae); поширений у центральній Азії.

## Опис
Цибулини скупчені, циліндричні, діаметром 0.5–1(1.5) см; оболонка коричнева. Листки вузьколінійні, від трохи коротших до довших від стеблини, завширшки 1–1.5(3) мм, краї шершаво-дрібнозубчасті. Стеблина 15–40 см, циліндрична, вкрита листовими піхвами на 1/4–1/2 довжини. Зонтик від півкулястого до кулястого, зазвичай густо багатоквітковий. Оцвітина блідо-пурпурна; сегменти від вузько-довгастих до вузькоовально-довгастих, 3–5 × 1–1.8 мм. Період цвітіння й плодоношення: липень — вересень.

## Поширення
Поширення: Казахстан, Киргизстан Китаю — північно-західний Сіньцзян.
Населяє луки, гравійні рівнини, схили.